# Fatal-Four-Way
El Fatal-Four-Way és un tipus de combat en el qual participen quatre lluitadors alhora. En aquest combat guanya el primer que faci el compte a un altre. Continuen vigents les regles d'un combat individual. Un exemple és el combat a Backlash 2007 entre John Cena, Shawn Michaels, Randy Orton i Edge pel campionat de la WWE.